# Pomaderris clivicola
Pomaderris clivicola är en brakvedsväxtart som beskrevs av E.M. Ross. Pomaderris clivicola ingår i släktet Pomaderris och familjen brakvedsväxter. Inga underarter finns listade i Catalogue of Life.